# Алексарх Македонянин
Алексарх Македонянин (др.-греч. Ἀλέξαρχος) — древний македонский учёный, философ, полководец, правитель. Сын диадоха Антипатра и брат царя Кассандра.
Жил примерно с 350 г до 290 г. до н. э. Он упоминается как основатель и правитель утопического города под названием Уранополис на Халкидике.
Когда македонским царём стал зять Александра Великого и брат Алексарха Кассандр, он попросил брата выделить ему земли вблизи горы Афон, где был построен город, названный именем богини Венеры-Урании. Город Алексарха должен был стать воплощением идеи идеального государства. Алексарх пригласил туда философов, художников, ученых из различных государств Ойкумены, уравнял в правах рабов и свободных. Чтобы подкрепить свои труды о всеобщем равенстве, Алексарх создал для жителей новый искусственный язык — уранический. В нём выделялся корень слов, взятый из восточных языков и окончания и грамматика — из греческого. Здесь он также ввел ряд неологизмов.
Алексарх и Уранополис упоминаются в романе Ивана Ефремова «Таис Афинская».